# Die Schneekönigin (Lange)
Die Schneekönigin ist eine Familienoper in sieben „Geschichten“ von Marius Felix Lange (Musik) mit einem eigenen Libretto nach dem Märchen Die Schneekönigin von Hans Christian Andersen.

## Handlung

### Erste Geschichte: Der Teufelsspiegel
Tölpeltroll und Trotteltroll finden die Tür zu ihrer Schule schon seit mehreren Tagen geschlossen vor. Ein Schild nennt ihnen den Grund, „Wichtige Arbeit,“ und warnt davor, einzutreten. Da öffnet sich die Tür, und ihr Lehrer, der Deubeltroll kommt heraus. Er hat einen großen Spiegel hergestellt, der einem die Welt so hässlich zeigt, wie sie in Wirklichkeit ist. Die beiden Schüler sollen den Spiegel nun auf die Erde bringen, um ihn den Menschen vorzuhalten. Doch auf dem Weg fällt er ihnen aus den Händen und zerbricht. Unzählige kleine Stücke verteilen sich auf der Erde. Dort geraten die beiden Trolle in den Bann der Schneekönigin.

### Zweite Geschichte: Gerda und Kay
Die Kinder Kay und Gerda sitzen zusammen mit der Großmutter in der Wohnung und beobachten durch das Fenster einen Hagelschauer. Kay glaubt, dass Schneeflocken wie Bienen seien, aber im Gegensatz zu diesen keine Königin haben. Dem widerspricht die Großmutter. Die Schneekönigin sei die größte der Flocken und schaue manchmal sogar durch das Fenster herein. Kay entgegnet spöttisch, dass er sie beim nächsten Mal auf den Ofen setzen wolle, um zuzuschauen, wie sie schmilzt.
Als die Sonne wieder scheint, gehen Kay und Gerda nach draußen, um ihre Rosen zu bewundern, die den Schauer glücklicherweise unbeschädigt überstanden haben (Rosenlied: „In einem fernen Garten gar selt’ne Rosen auf dich warten“). Auf einmal schreit Kay auf. Einer der Spiegelsplitter des Deubeltrolls ist ihm ins Auge geraten und gleich darauf in sein Herz vorgedrungen. Sofort ändert sich sein Verhalten. Er freut sich nicht mehr über die schönen Rosen, sondern verabscheut sie. Auch zu Gerda wird er unerklärlich grob. Sie ruft verzweifelt nach der Großmutter.
Im nächsten Winter locken die beiden als Kinder verkleideten Trolle Kay auf Befehl der Schneekönigin in ihren Schlitten. Sie ist auf ihn aufmerksam geworden, weil er sie auf den Ofen setzen wollte. Die anderen im Schnee spielenden Kinder besingen beim Spiel die Schneekönigin. Als Kay die Schneekönigin erblickt, ist er sofort bezaubert von ihrer Schönheit. Ihre Küsse sorgen dafür, dass er allmählich das Gedächtnis verliert. Sie führt ihn in ihren Eispalast, wo er ihr dabei helfen soll, eine schwierige Aufgabe zu lösen.

### Dritte Geschichte: Die Blumenfrau
Im folgenden Frühling ist Kay immer noch nicht zurückgekehrt. Gerüchten zufolge soll er im Fluss ertrunken sein. Um sich Klarheit zu verschaffen, geht Gerda zum Fluss und fragt ihn persönlich. Da sie keine Antwort enthält, bittet sie ihn, sie zu Kay zu bringen. Die beiden kleinen Trolle beobachten ihren Aufbruch. Aus Angst vor der Schneekönigin wollen sie verhindern, dass Gerda dorthin findet.
Auf ihrer Reise gelangt Gerda zunächst an einen Garten voller Blumen, der von zwei Holzsoldaten (den verkleideten Trollen) bewacht wird. Eine Blumenfrau bittet sie freundlich herein. Sie weiß zwar nichts über Kays Schicksal, doch bemüht sie sich, Gerda zu trösten und kämmt ihre zerzausten Haare. Durch den Zauberkamm schläft Gerda ein und verliert ihr Gedächtnis. Die Blumenfrau möchte sie dauerhaft bei sich behalten, da sie sich schon immer eine Freundin gewünscht hatte. Nachdem Gerda wieder aufgewacht ist, erzählen ihr die Blumen verschiedene Märchen (Die Prinzessin auf der Erbse, Des Kaisers Nachtigall und Das kleine Mädchen mit den Schwefelhölzern). Erst als ihr die Blumen das Rosenlied vorsingen, erinnert sich Gerda wieder an ihre eigenen Rosen und den Zweck ihrer Reise. Sie zieht weiter. Die beiden Trolle können sie nicht aufhalten und folgen ihr.

### Vierte Geschichte: Prinz und Prinzessin
Als Nächstes trifft Gerda auf eine Krähe. Diese erzählt ihr von der Hochzeit der Prinzessin und ist sich sicher, dass Kay der Bräutigam war. Die Krähe verspricht, Gerda am nächsten Morgen zu ihm zu bringen. Unterdessen will sie den Weg auskundschaften.
Übermüdet legt sich Gerda schlafen. Sie träumt davon, wie Kay bei der Schneekönigin aus Eisscherben ein bestimmtes Wort legen muss.
Am Morgen erreichen Gerda und die Krähe das Schloss der Prinzessin. Diese und der Prinz schlafen noch. Gerda erkennt sofort, dass sich die Krähe geirrt hat: Der Prinz ist nicht ihr Freund Kay. Die beiden sind jedoch mitfühlend. Sie geben Gerda einen warmen Muff und überlassen ihr eine Kutsche mit zwei Kutschern für die Weiterfahrt in den Norden.

### Fünfte Geschichte: Das Räubermädchen
Die beiden Kutscher sind in Wirklichkeit die beiden Trolle, die Gerda nicht zu den kahlen Bergen des Nordens, sondern in einen dichten Wald fahren. Als Gerda das bemerkt, will sie sofort anhalten. Die Trolle lachen sie nur aus. Doch dann versperrt ihnen ein umgestürzter Baum den Weg. Ein Räubermädchen überfällt die Kutsche. Die Trolle laufen verängstigt davon. Das Räubermädchen führt Gerda, die es zunächst für die Prinzessin hält, in ihre Höhle, in der sie bereits Tauben und das Rentier Bäh gefangen hält. In der folgenden Nacht erzählen die Tauben Gerda, dass Kay und die Schneekönigin in deren Schlitten hier vorbeigekommen sind. Das Rentier kennt außerdem das Ziel ihrer Reise, seine eigene Heimat Lappland. Am nächsten Morgen beauftragt das Räubermädchen das Rentier, Gerda nach Lappland zu bringen.

### Sechste Geschichte: Die finnische Lappin
Gerda und Bäh begegnen einer alten weisen Lappin in einer Sauna. Das Rentier bittet diese darum, Gerda so stark wie zwölf Mann zu machen, damit sie die Schneekönigin bezwingen kann. Die Lappin erklärt ihnen jedoch, dass sie damit nichts ausrichten würde, weil Kay durch die Küsse der Schneekönigin bereits völlig in ihrem Bann stehe. Als das Rentier sie darum bittet, Gerda die Macht zu verleihen, diesen Bann zu brechen, entgegnet die Lappin, dass nur Gerdas eigene Macht ihres „liebenden Lebens“ dazu in der Lage sei.
Auf der Weiterfahrt muss Gerda einen dichten Schneesturm durchdringen. Die beiden Trolle folgen weiterhin ihrer Spur.

### Siebte Geschichte: Im Schloss der Schneekönigin
Im Schloss der Schneekönigin bemüht sich Kay immer noch vergeblich, mit den Scherben das gesuchte Wort zu legen. Gerda kommt herein und erinnert ihn an seine Vergangenheit. Er bemerkt sie zunächst gar nicht. Erst als sie ihm das Rosenlied vorsingt, erwacht er aus seiner Trance und erkennt seine Freundin. Doch er darf den Ort nicht verlassen, bevor er nicht das Rätsel gelöst und das Wort „Ewigkeit“ zusammengesetzt hat. Gerda legt die Scherben problemlos richtig zusammen, und die beiden verschwinden rechtzeitig, bevor die Schneekönigin hereintritt. Da erscheinen aufgebracht die beiden Trolle, um vor Gerdas Ankunft zu warnen. Sie stürmen durch den Raum und zerstreuen dabei die zusammengelegten Eisscherben. Die Schneekönigin kann sie nicht wieder zusammenlegen, um das Wort zu lesen.
Gerda und Kay sind glücklich wieder nach Hause gekommen und feiern den Sommeranfang.

## Orchester
Die Orchesterbesetzung der Oper enthält die folgenden Instrumente:
- Holzbläser: zwei Flöten (auch Piccolo), zwei Oboen (auch Englischhorn), zwei Klarinetten (auch Bassklarinette), zwei Fagotte (auch Kontrafagott)
- Blechbläser: vier Hörner, zwei Trompeten, drei Posaunen (auch Bassposaune), Tuba
- Schlagzeug (drei Spieler)
- Harfe
- Celesta
- Streicher

## Werkgeschichte
Die „Familienoper“ Die Schneekönigin entstand im Auftrag von „Junge Opern Rhein-Ruhr“, einer Kooperation der Deutschen Oper am Rhein Duisburg/Düsseldorf, des Theaters Dortmund und des Theaters Bonn. Das Libretto verfasste der Komponist Marius Felix Lange selbst nach dem Märchen Die Schneekönigin von Hans Christian Andersen.
Bei der Uraufführung am 23. April 2016 im Theater Duisburg spielten die Duisburger Philharmoniker, das Ensemble der Deutschen Oper am Rhein Duisburg und Studenten der Robert Schumann Hochschule Düsseldorf unter Leitung von Lukas Beikircher. Die Sänger in der Regie von Johannes Schmid waren Adela Zaharia (Schneekönigin), Dmitri Vargin (Kay), Heidi Elisabeth Meier  (Gerda), Susan McLean (Großmutter und Lappin), Annika Boos (Tölpeltroll), Conny Thimander (Trotteltroll), David Jerusalem (Deubeltroll), Annika Kaschenz (Blumenfrau), Florian Simson (Krähe), Hubert Walawski (Prinz), Anna Tsartsidze  (Prinzessin), Iryna Vakula/Maria Kataeva (Räubermädchen) und Lukasz Konieczny (Rentier).
Die Premiere im Opernhaus Düsseldorf war am 4. Juli 2016. Hier spielte das Altstadtherbstorchester unter der Leitung von Ville Enckelmann. Am Theater Dortmund hatte die Oper am 8. April 2018 Premiere. Dort sang Marie-Pierre Roy die Titelrolle. Die Dortmunder Philharmoniker spielten unter der Leitung von Ingo Martin Stadtmüller. In Bonn wurde die Schneekönigin ab dem 27. Januar 2019 vom dortigen Beethoven Orchester unter Daniel Johannes Mayr mit Julia Bauer in der Titelrolle gespielt.
Am 17. Januar 2021 fand die japanische Erstaufführung der Oper in Sakaiminato unter der Regie von Miyuki Ikuta in einer Produktion der Nikikai Opera Foundation statt.

## Aufnahmen
- 2016 – Ville Enckelmann (Dirigent), Johannes Schmid (Inszenierung), Tatjana Ivschina (Bühne und Kostüme), Volker Weinhart (Licht), Anna Holter (Choreographie), Altstadtherbstorchester Düsseldorf, Studenten der Robert Schumann Hochschule Düsseldorf, Statisterie der Deutschen Oper am Rhein.
 Adela Zaharia (Schneekönigin), Dmitri Vargin (Kay), Heidi Elisabeth Meier (Gerda), Susan Maclean (Großmutter und Lappin), Aïsha Tümmler (Tölpeltroll), Conny Thimander (Trotteltroll), David Jerusalem (Deubeltroll), Annika Kaschenz (Blumenfrau), Florian Simson (Krähe), Bryan Lopez Gonzalez (Prinz), Dimitra Kotidou (Prinzessin), Katharina von Bülow (Räubermädchen), Lukasz Konieczny (Rentier).
 Live aus dem Opernhaus Düsseldorf.
 Video bei Operavision.[9]